# Корт з твердим покриттям

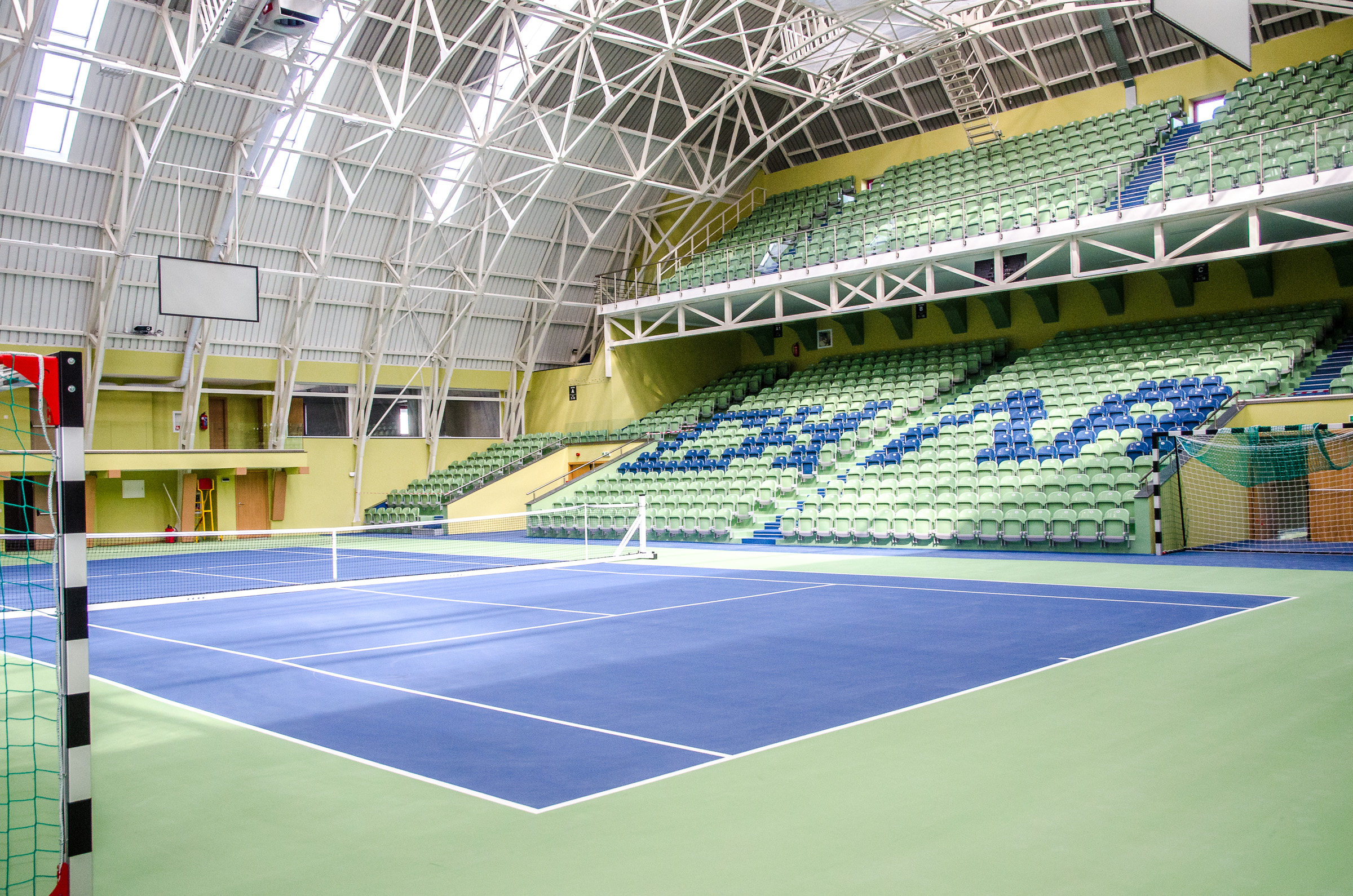

Корти з твердим покриттям (англ. Hard courts) — середні за швидкістю. У їх основі  може бути бетон або асфальт, які покриваються зверху одним або декількома синтетичними шарами (останнім часом акриловим), верхній надає поверхні забарвлення, а також змінює деякі характеристики відскоку м'яча.
На різних типах твердого покриття відскок може дещо варіювати за швидкістю та висотою. Деякі варіанти покриттів отримали свої власні назви, наприклад: Plexipave, Rebound Асі, DecoTurf. Гравці, що мають сильну подачу, як правило, мають перевагу при грі на таких кортах.
Хардові покриття легкі в ремонті і можуть бути легко відремонтовані за рахунок заміни та оновлення поверхневих шарів покриття. Хардові покриття невибагливі у користуванні і не потребують спеціального догляду, що вигідно відрізняє їх від ґрунтових кортів.
Найвідомішими типами покриття є DecoTurf та LAYKOLD.На покритті DecoTurf проводиться близько 100 професійних тенісних турнірів, включно з US Open. На покриті LAYKOLD проводять турніри NASDAQ-100 OPEN, які вважаються найважливішими після турнірів Великого шолому.
На кортах із твердим покриттям проводяться Відкритий чемпіонат Австралії (покриття Rebound Асі) і Відкритий чемпіонат США (покриття DecoTurf), хоча, спочатку, обидва вони проводилися на трав'яних кортах.
Деякі відомі марки твердих поверхонь, що використовуються на професійних турнірах:
- DecoTurf
- GreenSet
- Laykold
- Plexicushion
- Rebound Ace
- SportMaster Sport Surfaces
- Lapesa Courts

Переваги хардових покриттів:
- покриття забезпечують стабільність при відскоку м'яча;
- застосування додаткових м'яких шарів дозволяє значно поглинути удар стопи до поверхні корта, не впливаючи на інші параметри гри.
- у діапазоні температур від 0-50° С покриття не втрачає своїх параметрів;
- покриття повністю виключає світлові відблиски;
- покриття може використовуватися, як на закритих, так і відкритих кортах.